# Owen Roe O'Neill
Owen Roe O'Neill (gaèlic irlandès Eoghan Ruadh Ó Néill; 1590-1649) fou un soldat del segle xvii i un dels més famosos de la família O'Neill de l'Ulster, a l'illa d'Irlanda.

## Al servei espanyol
O'Neill era fill d'Art O'Neill, germà petit de Hugh O'Neill (el gran O'Neill). De jove, va deixar Irlanda en l'exili conegut com la «Fugida dels Comtes» per escapar de la 
conquesta anglesa del seu Ulster natiu. Va créixer als Països Baixos Espanyols i va passar 40 anys servint en el regiment irlandès de l'armada espanyola. La majoria dels seus combats els va viure en la Guerra dels Vuitanta Anys contra Països Baixos, a Flandes, notablement al setge d'Arras, on va comandar a la guarnició espanyola. O'Neill era, com a molts dels oficials irlandesos en el servei espanyol, contrari a la presència d'anglesos protestants a Irlanda.
En 1627, va donar suport a la petició a la monarquia espanyola d'envair Irlanda usant els regiments irlandesos espanyols. O'Neill va proposar convertir l'illa en una república sota la protecció espanyola, amb la idea d'evitar disputes internes entre les principals famílies catòliques, d'entre les quals es triaria al futur príncep o rei, però el pla no va prosperar. De totes maneres en 1642, O'Neill va retornar a la seva terra natal amb 300 veterans per socórrer la rebel·lió de 1641.

## Tornada a Irlanda

La bandera de l'harpa verda, símbol nacional irlandès usat per la Irlanda Confederada el 1642 i per les tropes d'O'Neill.

Per la seva experiència militar va adquirir el reconeixement de cap representatiu del seu clan familiar i també com a cap de la província d'Ulster en retornar a l'illa a la fi de juliol de 1642, al castell de Doe al comtat de Donegal. Sir Felim O'Neill de Kinard va renunciar com a comandant de les guarnicions del nord del país en favor d'Owen i el va escortar des del llac Swilly fins a Charlemont. No obstant això la gelosia entre els seus parents més propers i les diferències d'Owen amb la confederació catòlica es van complicar. Owen va professar que actuava en interès de Carles I; però el seu objectiu principal consistia a completar la independència d'Irlanda com a país catòlic, mentre que els anglesos vells representats pel consell desitjaven assegurar la llibertat religiosa i una constitució irlandesa sota la corona d'Anglaterra. Concretament, O'Neill volia revertir la colonització de l'illa i recuperar les terres ancestrals del seu clan. A més, estava descontent amb el fet que la majoria dels recursos militars de la confederació se li havien concedit a l'exèrcit de Leinster comandat per Thomas Preston, també veterà al servei espanyol i amb qui mantenia una intensa rivalitat.
Encara que Owen era un general competent, es trobava en desavantatge numèric respecte a l'exèrcit covenanter escocès que havia desembarcat a l'Ulster. Després d'un revés a Clones, va haver d'abandonar el centre de la ciutat, seguit de milers de refugiats que fugien davant les possibles represàlies dels soldats escocesos per les atrocitats comeses contra els protestants durant la rebel·lió del 1641. O'Neill es queixava que la devastació d'Ulster l'havia deixat «no com un desert sinó com l'infern, si l'infern existís a la terra». Va fer l'impossible per detenir els assassinats de civils protestants, per la qual cosa va rebre la gratitud de molts dels colons. Entre 1642 i 1646 la guerra va entrar en una fase d'estancament que va aprofitar per entrenar i disciplinar al seu exèrcit. Aquesta força, escassament subministrada va adquirir molt mala reputació pels saqueigs i robatoris comesos entre la població civil del nord de Leinster i el sud d'Ulster.
En 1646, equipat amb els subministraments del Nunci Papal, Giovanni Battista Rinuccini, va atacar l'exèrcit covenanter comandat pel comandant-general Robert Munro, que havia desembarcat a l'illa a l'abril de 1642. El 5 de juny de 1646 O'Neill es va enfrontar Munro en la batalla de Benburb, a la vall de Blackwater, matant i capturant fins a 3000 escocesos. No obstant això, Rinuccini el va convocar al sud i Owen en marxar, va deixar Munro a Carrickfergus sense obtenir profit de la victòria.

## Faccionalisme i desil·lusió
Al març de 1646 es va signar un tractat entre el Duc d'Ormonde i els catòlics, que els va comprometre a enviar tropes a Anglaterra per socórrer als Reialistes en la guerra civil anglesa. No obstant això, els termes per aconseguir la pau, van ser rebutjats per la majoria dels caps militars irlandesos i pel clergat catòlic incloent al nunci Rinuccini. Ormonde va enviar O'Neill i al seu exèrcit d'Ulster a unir-se al de Thomas Preston a Leinster, en un fallit intent de prendre Dublín. No obstant això, els Confederats van sofrir fortes derrotes militars l'any següent a les mans de les forces Parlamentaristes a la batalla del turó de Dungan i a la batalla de Knocknanauss, conduint-los a una moderació de les seves demandes i a un nou tractat de pau amb els reialistes. En aquest moment O'Neill era l'únic dels generals irlandesos que van rebutjar el tractat i en anar-se'n de l'illa el nunci papal al febrer de 1649, es va trobar aïllat.

## Mort i llegat
Tanmateix, abans que això s'aconseguís mitjançant aquesta combinació, Owen Roe va morir el 6 de novembre de 1649 en el castell de Clough Oughter en el comtat de Cavan. La creença irlandesa era que havia estat enverinat pels anglesos, però ara alguns creuen que és més probable que morís de malaltia. Sota les penombres de la nit, va ser enterrat en un convent franciscà a la rodalia de la ciutat de Cavan.
Al març, els nobles catòlics i la burgesia es van reunir a Ulster per nomenar un comandant que succeís Owen, la seva elecció va consistir en Heber MacMahon, un arquebisbe catòlic de Clogher, el cap que havia organitzat la recent trobada en Clonmacnoise. L'exèrcit d'Ulster d'O'Neill era incapaç d'impedir la conquesta de Cromwell, malgrat l'èxit de la defensa de Clonmel pel seu nebot, Hugh Dubh O'Neill, i va ser vençut en la batalla de Scarrifholis al comtat de Cavan. La majoria dels supervivents van ser transportats a Espanya per servir en l'exèrcit espanyol.
Al segle xix, els joves de l'associació irlandesos nacionalistes revolucionaris van celebrar que O'Neill fos un patriota irlandès. Thomas Davis va escriure una famosa cançó sobre ell titulada The Lament for Owen Roe que va ser popularitzada a The Nation, periòdic de la seva publicació.